# B't X - Cavalieri alati
B't X - Neo Mechanical Romance (ビート・エックス?, Bīto Ekkusu) è un manga shōnen con tematiche mecha creato da Masami Kurumada. È stato suddiviso in 16 tankōbon e ne è stato creato un anime di 25 episodi, trasmesso in Italia su TMC e TMC 2, conclusi con una serie OAV di 14 episodi intitolata B't X Neo (ビート・エックス・ネオ?, Bīto Ekkusu Neo). Entrambe le serie sono andate in onda in Italia col titolo B't X - Cavalieri alati.
In Giappone i 16 tankōbon del manga di B't X hanno ottenuto un ottimo riscontro e vendettero oltre 4 milioni di copie alla loro prima pubblicazione. In Italia il manga di B't X è stato interamente pubblicato dalla Star Comics.

## Trama

Teppei Takamiya, il protagonista dell'anime

Teppei Takamiya è il guardiano di una fattoria nell'isola Kamui, nel nord del Giappone. Suo fratello maggiore, Kotaro Takamiya, parte per studiare robotica in Germania e diventa uno dei più brillanti scienziati al mondo.
Cinque anni dopo, i due fratelli si riuniscono durante un incontro di robotica a Mechatopia, in Cina, durante il quale Kotaro annuncia il suo interesse per l'intelligenza artificiale. L'incontro però si interrompe drammaticamente quando Kotaro, dopo che tutti i presenti sono stati uccisi, viene catturato da dei sicari dell'Impero Meccanico (Impero delle Macchine nell'adattamento televisivo dell'anime), il Maggiore Aramis e il tenente Metal Face e condotto all'Area, la base segreta dell'Impero nascosta nel deserto del Gobi da una tempesta perenne di sabbia che ricopre tutta la zona.
Teppei riesce a seguire il rapitore e raggiunta l'Area viene attaccato da Metal Face. Teppei viene ferito ed incapace di vincere è poi gettato sopra un mucchio di relitti di B't, robot senzienti costruiti dall'impero funzionante tramite il sangue umano di un donatore. Il sangue di Teppei raggiunge e risveglia X, il B't un tempo appartenente a Karen, un'ex guerriera dell'Impero che Teppei salvò da Metal Face quand'era bambino cinque anni prima nascondendola ed a cui la ragazza donò il suo sangue dopo che il bambino venne gravente ferito dal tenente. In seguito Karen addestrò Teppei, ben sapendo che Kotaro era nella lista dei futuri scienziati che l'Impero avrebbe rapito.
Nel frattempo, dentro l'Area, Kotarou scopre che è stato convocato da Aramis per aiutarli a trovare un modo per fermare il B't definitivo (una creazione conosciuta come Raffaello) che ha cominciato un'evoluzione terrificante e incontrollabile.

Karen, ex Tenente Spirituale (Guardiano Spirituale nell'anime) dell'Impero (uno dei quattro guerrieri più forti messi a protezione dei quattro punti cardinali), fuggì infatti dopo aver scoperto che la crescita incontrollata di Raffaello avrebbe distrutto la Terra e per cercare un modo per distruggerlo.
Messi in fuga da Metal Face, X e Teppei si ritrovano in una specie di chiesa (prima base dell'Impero) dove incontrano Fu, Guardiano Spirituale del Sud e il suo B't Je t'Aime, il quale alleva ed aiuta i bambini orfani raccolti dall'Impero. Dopo un breve scontro con Teppei, Fu capisce che l'Impero nasconde qualcosa e decide di lasciar proseguire il ragazzo per poi seguirlo.
Durante la storia tra X e Teppei s'instaura sempre di più un legame fraterno, incontrando anche i restanti tenenti spirituali Hokuto del Nord col B't Max e Ron dell'Est col B't Raidō. E mentre il ragazzo continua la sua ricerca per salvare il fratello, i tre Tenenti Spirituali cominceranno a scoprire i veri piani diabolici dell'Impero delle Macchine e a risolvere i misteri dietro il loro passato, decidendo di passare dalla parte del ragazzo per fermare Raffaello e venendo in seguito raggiunti da Karen col suo nuovo B't Shadow X.

## I B't
Nell'anime e nel manga i B't sono dei robot senzienti da battaglia prodotti dall'Impero delle Macchine, tuttavia (come affermato dallo stesso comandante Aramis a Kotaro ad inizio della storia) il termine robot è antiquato, in quanto il B't non è solo un robot senziente ma si muove grazie al sangue umano datogli da un donatore a cui giurerà fedeltà.
La sigla B't identifica proprio le quattro qualità principali del robot, indicate dalla lettera B (Blood, Brain, Bravery, Battler ossia sangue, cervello, coraggio e combattente) nella loro totalità, indicata invece dalla T.
Nell'elenco sono riportati i vari B't che compaiono nella storia raggruppati in diversi gruppi con fra parentesi il nome adottato nel doppiaggio italiano (nel caso non sia differente da quello originale).

### B't dei protagonisti
I B't dei Guardiani Spirituali dell'Impero sono ispirati ai quattro animali sacri cinesi, uno per punto cardinale:
- X, B't di Teppei (e precedentemente di Karen) di colore bianco, ispirato al Kirin, cavallo-drago della mitologia cinese rappresentante l'ovest sebbene vengono disegnati come dei cavalli alati simili al Pegaso. Dopo essere stato riparato da Hokuto diventerà di colore giallo pallido.
Separato dal suo cavaliere originale durante la loro fuga, viene risvegliato in un deposito di rottami dal sangue di Teppei per via della trasfusione effettuata da Karen cinque anni prima. Inizialmente restio a seguire il ragazzo nel suo viaggio, deciderà poi di seguirlo e di aiutarlo diventando suo amico.
- Shadow X (Damian), B't dalle sembianze quasi identiche a quelle di B't X, ma femminile e di colore nero invece che bianco, costruita successivamente da Karen.
- Je t'Aime (ジュテーム?, Jutēmu, Tempest), B't di Fu ha le sembianze della fenice rossa del sud.
- Max (Kronos), B't di Hokuto è ispirato a Genbu, la tartaruga del nord con la differenza che è verde, anziché nera.
- Raidō (Sefiro), il B't di Ron ha le sembianze di un drago cinese e rappresenta il dragone azzurro dell'est, Seiryu.

### B'T dei militari dell'Impero
- Rosemary, è il B't di Aramis (Spectra nella versione italiana) e rappresenta una formica regina.
- Madonna (Hydra) è il B't di Metal Face, ma non è chiaro che animale rappresenti, assomiglia ad un grifone.
- Vanilla-Fuzzy (Argo) B't appartenente a Juggler, assomiglia ad un gargoyle.
- Shita (Zeta) e Theta, i due B't gemelli di Misha e Nasha, entrambi rappresentanti dei puma. Verso la fine dell'adattamento animato i due si uniranno in un unico B't, pilotato da Nasha.
- Corvo, i B't Corvo appartengono al capo delle spie dell'Impero Karasu e ai suoi uomini. In tutto ne appaiono tre.

#### B't dei guardiani dei punti
- Groovy (Gloopy), B't del custode del primo punto, Hook, rappresentante un verme. Nella serie televisiva Hook possiede un secondo B't identico, privo però di nome e voce.
- Mirage, B't farfalla di Kamilla, custode del secondo punto.
- B't Vampiro, B't pilotato dal Dio della Morte, custode del terzo punto. Ha al suo servizio un esercito di piccoli B't simili a lui.
- Cans (Cancer), B't del custode del quarto punto Bem. Rappresenta un granchio.
- Falcon 1, Falcon 2 e Falcon 3 sono tre B't identici a forma di falco, pilotati dai tre Cavalieri Falcon, custodi del quinto punto.
- Savana è il B't di Balzac, custode del sesto punto, e rappresenta un formicaleone. Ha al suo servizio uno esercito di piccoli B't chiamati Crazy Ants (Formiche impazzite)

##### Animali diabolici
Dal settimo punto in poi i B't custodi appartengono a sette dei più potenti guerrieri dell'Impero agli ordini diretti di Misha, chiamati i Tenenti diabolici.
- Lerna (Lalaina) è il B't di Myserym e rappresenta la mitica Idra di Lerna. Custodisce il settimo punto
- Rolesso (Cerbero), B't Grifone appartenente a Quattro, custode dell'ottavo punto.
- Nightmere (Halloween), pilotato da Meimu custodisce il nono punto.
- Alcyon, B't unicorno di guardia al decimo punto pilotato da Salomé. Appare solo nel manga.
- Eroica, B't basilisco dell'undicesimo punto pilotato da Sapphire. Appare solo nel manga.
- Cadenza, B't chimera custode del dodicesimo punto, guidato da Dr. Poe. Personaggio esclusivo del manga.
- Shen Du, è il B't Aquila divina che custodisce col suo donatore Gai il tredicesimo punto, il cancello del Drago solitamente sorvegliato da Ron. Appare solo nel manga.

#### B't Lycaon
- I Lycaon (B't Furyo o Rycaon) sono i B't pilotati dai soldati semplici dell'impero, e rappresentano dei licaoni alati e sono di colore verde scuro e gli occhi rossi. Gli unici piloti di lycaon di cui si conosce il nome sono Karin, sorella minore di Karen e sottoposta di Fu, e la spia dell'Impero Karasu.
- Super Lycaon (Super Lycaoni) si tratta di Lycaon potenziati dal tenente diabolico Jogger col suo potere ipnotico. Sono di colore nero e con gli occhi gialli.

## Media

### Manga
Il manga è stato scritto da Masami Kurumada e serializzato sulla rivista mensile Monthly Shōnen Ace edita da Kadokawa Shoten, dal 26 ottobre 1994 al 26 dicembre 1999. La stessa casa editrice ha poi raccolto i vari capitoli in sedici volumi tankōbon usciti tra il 24 febbraio 1995 e il 25 febbraio 2000.
In Italia la serie è stata pubblicata da Star Comics dal novembre 1998 nella collana Kappa Extra a cadenza bimestrale, dove venne alternato a Card Captor Sakura per i primi nove volumi. I volumi seguenti (dal 10 al 16) sono usciti con periodicità quadrimestrale tra il gennaio 2001 e il gennaio 2003 nella collana Turn Over.

#### Volumi
| 1  | 24 febbraio 1995 | ISBN 4-04-713102-4 | novembre 1998  |
| 1  | Capitoli - Prologue - Act 1. Teppei e Kotaro - Act 2. La rinascita di X! - Act 3. La guerra dei ruderi: Fou e Je T'aime                                                |                    |                |
| 2  | 28 giugno 1995 | ISBN 4-04-713109-1 | gennaio 1999   |
| 2  | Capitoli - Act 1. Fou! Una bibbia per la morte - Act 2. La strada per l'area è ancora lontana - Act 3. Il pirata del deserto - Act 4. Il mistero dell'Impero Meccanico |                    |                |
| 3  | 27 ottobre 1995 | ISBN 4-04-713121-0 | marzo 1999     |
| 4  | 27 febbraio 1996 | ISBN 4-04-713131-8 | maggio 1999    |
| 5  | 26 giugno 1996 | ISBN 4-04-713143-1 | luglio 1999    |
| 6  | 29 ottobre 1996 | ISBN 4-04-713166-0 | settembre 1999 |
| 7  | 7 aprile 1997 | ISBN 4-04-713177-6 | novembre 1999  |
| 8  | 1 agosto 1997 | ISBN 4-04-713193-8 | gennaio 2000   |
| 9  | 26 novembre 1997 | ISBN 4-04-713201-2 | marzo 2000     |
| 10 | 27 febbraio 1998 | ISBN 4-04-713211-X | gennaio 2001   |
| 11 | 27 giugno 1998 | ISBN 4-04-713225-X | maggio 2001    |
| 12 | 28 ottobre 1998 | ISBN 4-04-713238-1 | settembre 2001 |
| 13 | 24 febbraio 1999 | ISBN 4-04-713269-1 | gennaio 2002   |
| 14 | 25 giugno 1999 | ISBN 4-04-713284-5 | maggio 2002    |
| 15 | 27 ottobre 1999 | ISBN 4-04-713302-7 | settembre 2002 |
| 16 | 25 febbraio 2000 | ISBN 4-04-713326-4 | gennaio 2003   |

### Anime
Un adattamento anime è stato trasmesso su TBS dal 6 aprile al 21 settembre 1996 per un totale di 25 episodi. In seguito fu prodotta anche una serie OAV dal titolo B't X Neo pubblicata in home video dal 21 agosto al 20 novembre 1997.
In Italia sono state trasmesse entrambe come un'unica serie con il titolo B't X Cavalieri alati, la prima giunse su TMC nel 1998 (all'interno di Zap Zap) ed in seguito replicata su TMC 2, mentre la seconda solo su quest'ultima rete dove andò in onda nel programma contenitore Cartoonia in prima serata.

#### Episodi
| Nº                    | Titolo italiano Giapponese 「Kanji」 - Rōmaji                                                                 | In onda           | In onda  |
| Nº                    | Titolo italiano Giapponese 「Kanji」 - Rōmaji                                                                 | Giapponese        | Italiano |
| Serie TV (25 episodi) | |                   |          |
| 1                     | La rinascita di B'tX 「奇蹟!復活のB'TX」 - Kiseki! Fukkatsu no B'T X                                          | 6 aprile 1996     | 1998     |
| 2                     | Il guerriero senza paura 「誕生!太陽の戦士(バトラー)」 - Tanjô! Taiyô no Battler                              | 13 aprile 1996    |          |
| 3                     | Il Complotto dell'impero delle macchine 「対決!機械皇国の野望」 - Taiketsu! Kikai kôkoku no yabô              | 20 aprile 1996    |          |
| 4                     | L'arrivo dei guardiani 「登場!伝説の四霊将」 - Tôjô! Densetsu no shireishô                                    | 27 aprile 1996    |          |
| 5                     | Il viaggio della battaglia 「出発(たびだち)!決死の救出作戦(バトルロード)」 - Tabidachi! Kesshi no Battle Road | 4 maggio 1996     |          |
| 6                     | Il terribile pirata del deserto 「恐怖!砂漠のパイレーツ」 - Kyôfu! Sabaku no Pirates                          | 11 maggio 1996    |          |
| 7                     | L'imperatore delle macchine 「驚愕!機械皇帝の謎」 - Kyôgaku! Kikai kôtei no nazo                              | 18 maggio 1996    |          |
| 8                     | L'oasi delle illusioni 「華麗!幻惑戦士カミーラ」 - Karei! Genkan senshi Camilla                               | 25 maggio 1996    |          |
| 9                     | Allucinazioni 「驚異!エビル・フラワー」 - Kyôi! Evil Flower                                                   | 1º giugno 1996    |          |
| 10                    | Faccia di Metallo 「追撃!メタルフェイスの逆襲」 - Tsuigeki! Metal Face no gyakushû                            | 8 giugno 1996     |          |
| 11                    | L'invincibile Ron 「無敵!東の霊将ロン」 - Muteki! Higashi no reishô Lon                                       | 15 giugno 1996    |          |
| 12                    | Il formidabile cavaliere Kaos 「強敵!猛将カオス」 - Kyôteki! Môshô Kaos                                       | 22 giugno 1996    |          |
| 13                    | La vittoria di Teppei 「相棒(バディ)!熱き心の絆」 - Aibô (Buddy)! Atsuki-kokoro no kizuna                     | 29 giugno 1996    |          |
| 14                    | La guardiana delle tenebre 「悲劇!墓場の少女マリア絆」 - Higeki! Hakaba no shôjo Maria                        | 6 luglio 1996     |          |
| 15                    | La resurrezione di B'tX 「炸裂!死神への一撃」 - Sakuretsu! Shinigami e no ichigeki                            | 13 luglio 1996    |          |
| 16                    | L'arma di luce 「復活!五色の燐光」 - Fukkatsu! Goshiki no rinkô                                               | 20 luglio 1996    |          |
| 17                    | Il cavaliere nero 「出現!黒いエックス」 - Shutsugen! Kuroi X                                                  | 27 luglio 1996    |          |
| 18                    | La metamorfosi 「暗黒!アンダーヘルの恐怖」 - Ankoku! Underhell no kyôfu                                       | 3 agosto 1996     |          |
| 19                    | L'ultimo cavaliere nero 「決死!エックスの最後」 - Kesshi! X no saigo                                          | 17 agosto 1996    |          |
| 20                    | Di nuovo insieme 「生命(いのち)!ブレイク・ハート」 - Inochi! Break-Heart                                      | 24 agosto 1996    |          |
| 21                    | La rivincita di B'tX 「新生!B'Tエックス誕生」 - Shinsei! B'T X tanjô                                          | 31 agosto 1996    |          |
| 22                    | Piano distruttivo 「最凶!エリアの七魔将」 - Saikyô! Eria no shichi-mashô                                      | 31 agosto 1996    |          |
| 23                    | Alla ricerca della luce 「閃光!シャイニング・ナックル」 - Senkô! Shining Knuckle                              | 7 settembre 1996  |          |
| 24                    | Prescelto dal sole 「炎上!太陽のかけら」 - Enjô! Taiyô no kakera                                              | 14 settembre 1996 |          |
| 25                    | La metamorfosi fatale 「打倒!B'Tラファエロ」 - Datô! B'T Raffaello                                            | 21 settembre 1996 |          |
| OAV (14 episodi)      | |                   |          |
| 1                     | La vendetta 「霊将VS魔将」 - Shireishô VS mashô!                                                              | 21 agosto 1997    |          |
| 2                     | Amicizia perduta 「愛と憎しみの地!」 - Ai to nikushimi no chi!                                                | 28 agosto 1997    |          |
| 3                     | Di nuovo amici 「紅蓮の炎」 - Guren no honoo!                                                                 | 4 settembre 1997  |          |
| 4                     | Macchina o uomo? 「ブラッドの奇跡!」 - Blood no kiseki!                                                       | 11 settembre 1997 |          |
| 5                     | Il cuneo del demone 「夢幻の恐怖!」 - Mugen no kyôfu!                                                         | 18 settembre 1997 |          |
| 6                     | Il raggio di luce 「一条の光!」 - Ichijô no hikari!                                                           | 25 settembre 1997 |          |
| 7                     | L'intuizione 「メール リヒト!（もっと光を）」 - Mehr Licht! (Motto hikari wo)                                 | 2 ottobre 1997    |          |
| 8                     | Il Cavaliere Rosa 「仮面の告白!」 - Kamen no kokuhaku!                                                        | 9 ottobre 1997    |          |
| 9                     | Scontro finale 「血の絆」 - Chi no kizuna!                                                                    | 16 ottobre 1997   |          |
| 10                    | La stanza del computer 「悪魔の咆哮」 - Akuma no hôkô!                                                        | 23 ottobre 1997   |          |
| 11                    | Alla ricerca del tempo perduto 「失われた過去を求めて!」 - Ushinawareta toki wo motomete!                     | 30 ottobre 1997   |          |
| 12                    | Uno per tutti 「ONE FOR ALL!」 - ONE FOR ALL!                                                                 | 6 novembre 1997   |          |
| 13                    | Memorie dal futuro 「未来の記憶!」 - Mirai no kioku!                                                          | 13 novembre 1997  |          |
| 14                    | Il sacrificio di Teppei 「A PIECE OF THE SUN!」 - A PIECE OF THE SUN!                                         | 20 novembre 1997  |          |

#### Doppiaggio
| Personaggio                    | Doppiatore originale                       | Doppiatore italiano                                |
| ------------------------------ | ------------------------------------------ | -------------------------------------------------- |
| Teppei (Teppei Takamiya)       | Nobuyuki Hiyama Yoshiko Kamei (da bambino) | Fabrizio Manfredi Gemma Donati (da bambino)        |
| B'T X                          | Jin Horikawa                               | Sandro Iovino                                      |
| Spectra (Aramis)               | Atsuko Yuya                                | Serena Verdirosi                                   |
| Cavaliere Rosa                 | Atsuko Yuya                                | Serena Verdirosi                                   |
| Faccia di Metallo (Metal Face) | Kenyuu Horiuchi                            | Simone Mori                                        |
| Karen (Karen Dell'Ovest)       | Megumi Ogata                               | Isabella Pasanisi                                  |
| Cavaliere Nero                 | Megumi Ogata                               | Anna Rita Pasanisi                                 |
| Kotaro (Kotaro Takamiya)       | Nozomu Sasaki                              | Vittorio De Angelis Alessandro Tiberi (da bambino) |
| Hermes (Fou Lafine)            | Kazuya Ichijou                             | Riccardo Rossi Simone Crisari (da bambino)         |
| Baron (Hokuto del Nord)        | Osamu Sakuda                               | Roberto Gammino                                    |
| Tempest (Je T'aime)            | Asako Dodo                                 | Francesca Guadagno                                 |
| Max (Kronos)                   |                                            | Rossella Ancidoni                                  |
| Zefiro (Raido)                 | Ryuji Mizuno                               | Stefano Mondini                                    |
| Lalaina (Lerna)                | Seiko Fujiki                               | Giuseppina Dragani                                 |
| Camilla (Kamila)               | Kappei Yamaguchi                           | Giuseppina Dragani                                 |
| Cancer (Cans)                  | Chafūrin                                   | Roberto Chevalier                                  |
| Joker (Juggler)                | Issei Futamata                             | Roberto Chevalier                                  |
| Falcon                         | Kenichi Ono                                | Stefano Mondini (Falcon 1) Simone Mori (Falcon 2)  |
| Gloopy (Groovy)                | Yuuichi Nagashima                          | Sandro Sardone                                     |
| Idra (Madonna)                 | Misa Watanabe                              | Tiziana Avarista                                   |
| Lamurre                        |                                            | Massimo Rossi                                      |
| Alef                           |                                            | Massimo Rossi                                      |
| Mirage                         | Maya Okamoto                               | Laura Latini                                       |
| Voce narrante                  |                                            | Michele Gammino                                    |
| Leon                           | Koji Ishii                                 | Michele Gammino                                    |
| Capitan Uncino (Hook)          |                                            | Francesco Pannofino                                |
| Rachi (Rai)                    | Shō Hayami                                 | Francesco Pannofino                                |
| Dottor Zaji                    | Yasunori Matsumoto                         | Nino Prester                                       |
| Balzac                         |                                            | Nino Prester                                       |
| Kaos                           | Osamu Kobayashi                            | Angelo Nicotra                                     |
| Bem                            | Hideyuki Umezu                             | Roberto Gentile                                    |
| Mira                           | Takehito Koyasu                            | Corrado Conforti                                   |
| Carrie (Karin)                 | Chisa Yokoyama                             | Domitilla D'Amico                                  |
| Marcello                       | Naoki Tatsuta                              | Vittorio Stagni                                    |
| Ares (Miisha)                  | Ai Orikasa                                 | Federica De Bortoli                                |
| Gaku                           |                                            | Gemma Donati                                       |
| Lily                           |                                            | Perla Liberatori                                   |
| Maria                          | Noriko Nagai                               | Perla Liberatori                                   |
| Lisa Maria Shotarin            | Yumi Tōma                                  | Silvia Tognoloni                                   |
| Prof. Nithzim                  |                                            | Sergio Di Stefano                                  |

### Merchandising
Oltre alle VHS ed i DVD dell'anime usciti in Giappone, di B't X sono stati prodotti anche tre CD musicali e dieci personaggi in action figures (modellini) prodotte da Takara negli anni '90, dei vari personaggi principali.
In Italia tutte le action figure vennero pubblicate e distribuite nei negozi da GiG a fine anni '90, in concomitanza con la trasmissione televisiva dell'anime.

## Riferimenti ad altre opere
- Uno dei carcerieri di Kotaro è un'"unità" formata da un gigante ritardato ed un piccolo uomo sopra di lui, come "The Blaster" e "The Master" in Mad Max - Oltre la sfera del tuono.